# 2+2 (汽车车身样式)
在 汽车的分级中， 2+2 是一个配置座位司机和一名乘客在前面加上两个较小的席位为偶尔的乘客（或儿童）在后面。代表即前半部有2個座位、後半部2個座位。但又不同標準四座位，因為標準四座是指後座猶腿和頭部空間較寬落，實際上可以坐五個人的。2+2指的後座位較狹小的車型，如以雙座位跑車的底盤上預留狹窄的後座空間，或四座轎車改良成跑車時被放大了的機器佔了本來空間而後座空間縮小了，還有些是本來很小的早期微型車後座空間先天地較小。

## 说明

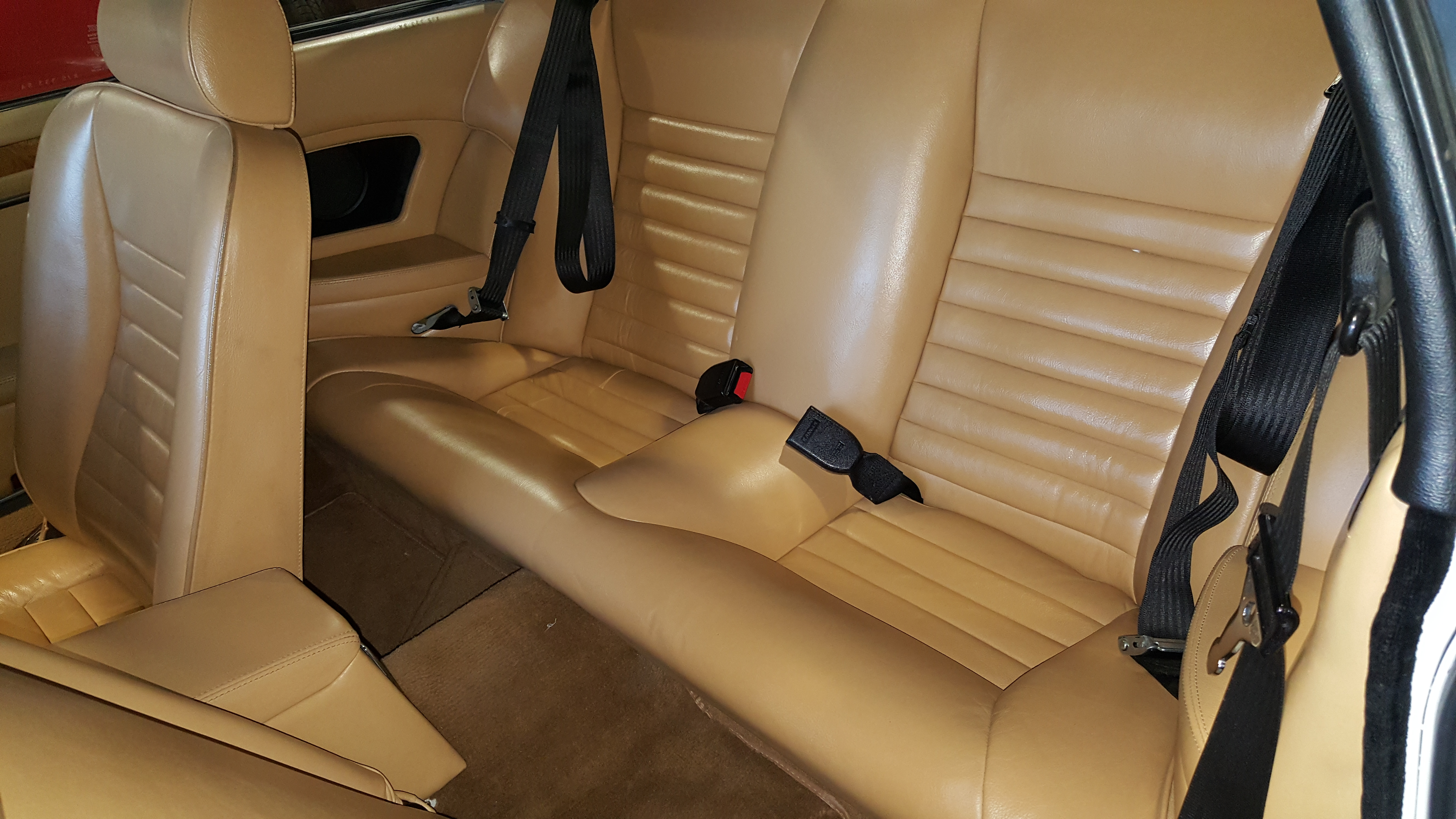
1982年捷豹XJS的後座

采用这种配置的汽车只有两个后座，而不是更常见的三个后座。这可能是因为车辆的运动属性更强、典型的低车顶线、宽轮拱，以及（由于前置后轮驱动或四轮驱动）宽中央传输隧道、坐在中间座位会有紧迫感。